# Cris (football, 1984)
Pour les articles homonymes, voir Cris (homonymie).
Bruno Cristiano Conceição Carvalho Santos, plus connu sous le nom de Cris est un ancien footballeur portugais, né le 17 janvier 1984 à Fajões. Il évoluait au poste de milieu central.

## Carrière

### Les débuts
Cris fait ses débuts dans le monde de football à dix ans, dans un petit club local de sa région au Guisande FC. Il se remarque très rapidement et il se fait par remarquer par de nombreux observateurs, notamment ceux du CD Feirense. La saison suivante, il signe au Feirense pendant ses onze ans et il y poursuit toute sa formation dans le même club jusqu'à sa montée dans l'équipe sénior.

### Feirense
L'entraîneur de l'équipe première Francisco Chaló le fait monter chez les pro faisant ainsi sa grande première dans sa carrière. Cris s'intègre très rapidement, en bénéficiant de la confiance de son coach qui lui donne sa toute première titularisation, son premier match en professionnel le 17 août 2003, durant un match de deuxième division contre le FC Maia, ou Cris joue durant les soixante dix minutes de la rencontre. La suite de la saison il ne perd pas sa place de titulaire, et devient même un élément clé et un grand jeune prometteur pour son entraîneur. Sa quatrième rencontre de championnat avec son club de Feirense, il y inscrit le premier but de sa jeune carrière  contre le FC Felgueiras (2-1) le 13 septembre 2003. Les saisons qui suivent il reste un titulaire régulier, et dispute toujours la seconde division. Depuis il reste fidèle à son club formateur, et reste un titulaire régulier durant ces quatre années qu'il passe au Feirense. Au total, il y dispute cent six rencontres pour deux buts au club de Santa Maria da Feira durant 2003 et 2007.

### Académica
Il découvre l'élite du football portugais et c'est l'Académica de Coimbra qui lui donne sa chance. Après quatre belles saisons à Feirense, il dispute son premier match sous le maillot de l'Académica en Coupe de la Ligue où il dispute toute la rencontre, ce qui n'empêche pas une défaite contre le CD Fátima, Cris garde sa place de titulaire, et s'impose très rapidement avec l'Académica. Cris fait sa grande première en première division, durant la première journée durant un match entre le Sporting et l'Académica le 17 août 2007. Il inscrit son premier but en première division, et le but victorieux contre le CD Nacional dans les seize dernières minutes, ainsi donnant la victoire à l'Académica par un but à zéro le 16 décembre 2007. Les saisons écoulent et il en devient un titulaire indiscutable avec l'Académica, Cris quitte le club après trois saisons passées au club avec un total de quatre-vingt-onze rencontres pour cinq buts.

### Asteras Tripolis
Cris tente une aventure grecque et il se lance avec le PAE Asteras Tripolis. Il fait son entrée en jeu, durant la troisième journée entre un match de championnat face à l'AEK Athènes dans les arrêts de jeu. Cris joue quelques matchs sans réellement s'imposer, et cette aventure grecque finit par une déception. Malgré sa, il aura inscrit un but avec son club le 17 octobre 2010, durant la 6e journée contre l'AEL Larisa. Cependant, il perd sa place dans l'équipe et ne rejoue plus avec ses nouvelles couleurs malgré deux présences de coupes. Son aventure est un échec, au total il aura joué onze rencontres pour un but avec le club de l'Asteras.

### Retour à Feirense
La fin de son aventure grecque est terminée et Cris décide de revenir au Portugal. Il n'a pas de mal à trouver son nouveau club, et décide de revenir vers son club formateur le CD Feirense. Cris n'a pas de mal à retrouver ses marques, après quatre ans passés ailleurs. À peine promu, l'objectif de la saison est le maintien et Cris aura à cœur d'aider l'équipe le plus possible. Actuellement Cris est auteur de quatorze rencontres pour aucun but avec l'équipe de Feirense.

## Statistiques
| Saison                | Club                  | Championnat           | Championnat | Championnat | Coupe nationale | Coupe nationale | Coupe de la Ligue | Coupe de la Ligue | Total | Total |
| Saison                | Club                  | Division              | M.          | B.          | M.              | B.              | M.                | B.                | M.    | B.    |
| 2003-2004             | CD Feirense           | 2                     | 26          | 1           | 2               | 0               | -                 | -                 | 28    | 1     |
| 2004-2005             | CD Feirense           | 2                     | 26          | 0           | -               | -               | -                 | -                 | 26    | 0     |
| 2005-2006             | CD Feirense           | 2                     | 24          | 0           | 2               | 0               | -                 | -                 | 26    | 0     |
| 2006-2007             | CD Feirense           | 2                     | 26          | 1           | 1               | 0               | -                 | -                 | 27    | 1     |
| Sous-total            | Sous-total            | Sous-total            | 102         | 2           | 5               | 0               | -                 | -                 | 107   | 2     |
| 2007-2008             | Académica de Coimbra  | 1                     | 24          | 3           | -               | -               | 1                 | 0                 | 25    | 3     |
| 2008-2009             | Académica de Coimbra  | 1                     | 28          | 1           | 2               | 0               | 4                 | 0                 | 34    | 1     |
| 2009-2010             | Académica de Coimbra  | 1                     | 25          | 1           | 2               | 0               | 5                 | 0                 | 32    | 1     |
| Sous-total            | Sous-total            | Sous-total            | 77          | 5           | 4               | 0               | 10                | 0                 | 91    | 5     |
| 2010-2011             | Asteras Tripolis      | 1                     | 9           | 1           | 2               | 0               | -                 | -                 | 11    | 1     |
| Sous-total            | Sous-total            | Sous-total            | 9           | 1           | 2               | 0               | -                 | -                 | 11    | 1     |
| 2011-2012             | CD Feirense           | 1                     | 14          | 0           | -               | -               | 2                 | 0                 | 16    | 0     |
| Sous-total            | Sous-total            | Sous-total            | 14          | 0           | -               | -               | 2                 | 0                 | 16    | 0     |
| 2012-2013             | AE Paphos             | 1                     | 15          | 0           | -               | -               | -                 | -                 | 15    | 0     |
| Sous-total            | Sous-total            | Sous-total            | 15          | 0           | -               | -               | -                 | -                 | 15    | 0     |
| 2013-2014             | CD Feirense           | 2                     | 33          | 0           | 1               | 1               | 4                 | 0                 | 38    | 1     |
| 2014-2015             | CD Feirense           | 2                     | 38          | 1           | 1               | 0               | 3                 | 0                 | 42    | 1     |
| 2015-2016             | CD Feirense           | 2                     | 37          | 1           | 1               | 0               | 2                 | 0                 | 40    | 1     |
| 2016-2017             | CD Feirense           | 1                     | 27          | 0           | 5               | 0               | 4                 | 0                 | 36    | 0     |
| Sous-total            | Sous-total            | Sous-total            | 135         | 2           | 8               | 1               | 13                | 0                 | 156   | 3     |
| Total sur la carrière | Total sur la carrière | Total sur la carrière | 352         | 10          | 19              | 1               | 25                | 0                 | 396   | 11    |

## Palmarès
Néant